# 1794 en architecture
| Années de l'architecture : 1791 - 1792 - 1793 - 1794 - 1795 - 1796 - 1797    |
| Décennies de l'architecture : 1760 - 1770 - 1780 - 1790 - 1800 - 1810 - 1820 |

Cet article présente les faits marquants de l'année 1794 en architecture.

## Réalisations
- Palais Arvfurstens à Stockholm, siège actuel du ministère suédois des Affaires étrangères.

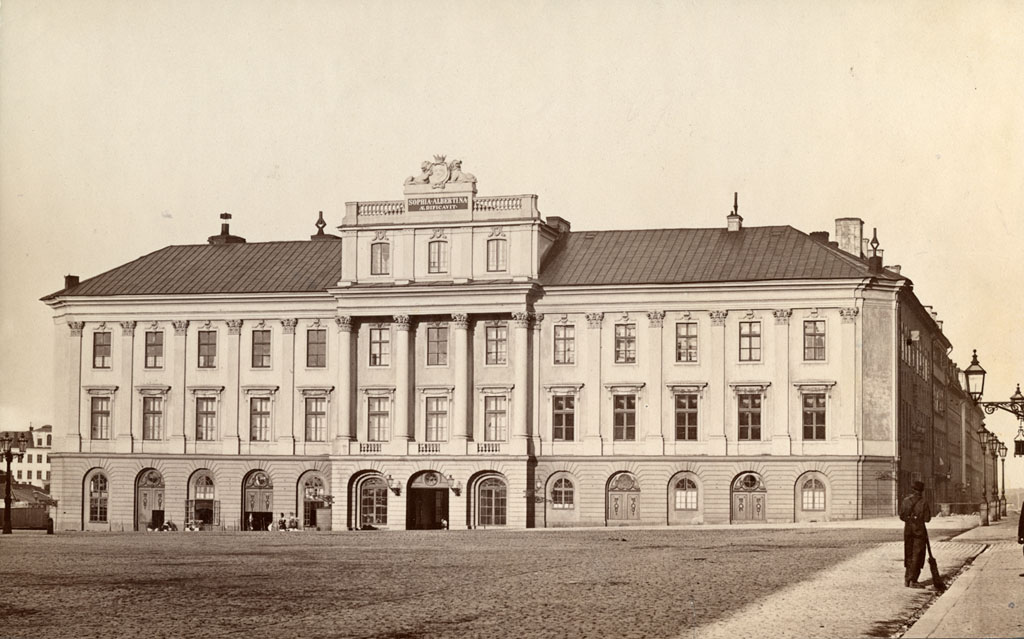
Façade du Palais Arvfurstens dans les années 1880.

## Événements
- x

## Récompenses
- x

## Naissances
- x

## Décès
- 8 juillet : Richard Mique (°1728).
- 9 juillet : Pierre-Louis Moreau-Desproux (°1727).
- Pierre Toufaire (°1739).